# Lucio Cornelio Cinna (cónsul 32 a. C.)
Lucio Cornelio Cinna (en latín, Lucius Cornelius L. f. L. n. Cinna) fue cónsul suffectus de la República romana en 32 a. C., junto con Marco Valerio Mesala.

## Familia
Probablemente era nieto de Lucio Cornelio Cinna e hijo del pretor del año 44 a. C. también llamado Lucio Cornelio Cinna, que se alineó con los asesinos de César y expresó públicamente su aprobación por el asesinato. Sirvió como cuestor de Dolabela, y al final del año 44 a. C., en Tesalia, perdió ante Marco Bruto la caballería que traía para su comandante que se encontraba en Asia.

## Carrera política
Cónsul suffectus en 32 a. C., en reemplazo de Gneo Domicio Enobarbo, el cual había abandonado Roma para unirse a Marco Antonio en la ciudad de Éfeso.